# Sciablatta ega
Sciablatta ega är en kackerlacksart som beskrevs av Rehn, J. A. G. 1932. Sciablatta ega ingår i släktet Sciablatta och familjen småkackerlackor. Inga underarter finns listade i Catalogue of Life.